# Eurytoma regiae
Eurytoma regiae is een vliesvleugelig insect uit de familie Eurytomidae. De wetenschappelijke naam is voor het eerst geldig gepubliceerd in 1996 door Yang.